# Валчелеле де Сус (Олт)
Валчелеле де Сус (рум. Vâlcelele de Sus) насеље је у Румунији у округу Олт у општини Валчеле. Oпштина се налази на надморској висини од 152 m.

## Становништво
Према подацима из 2002. године у насељу је живело 987 становника, од којих су сви румунске националности.